# Scopi
Scopi – szczyt w Alpach Lepontyńskich, części Alp Zachodnich. Leży w Szwajcarią na granicy kantonów Gryzonia i Ticino, blisko granicy z Włochami. Należy do podgrupy Alpy Adula. Można go zdobyć ze schroniska Capanna Bovarina (1872 m).